# Таящийся у порога
«Таящийся у порога» (англ. The Lurker at the Threshold) — роман американского писателя Августа Дерлета, основанный на черновиках и фрагментах Говарда Филлипса Лавкрафта, опубликованный в соавторстве обоих писателей в 1945 году издательства «Arkham House». Основной вклад принадлежит Дерлету, который издал произведение после смерти Лавкрафта. «Затаившийся у порога» — одно из самых больших произведений Лавкрафта и Дерлета, писавших преимущественно короткие рассказы. Входит в сборник «Наблюдатели» 1974 года, издательства «Arkham House».

## Сюжет

### Часть 1. Биллингтонский лес
Повествование происходит от лица Амброза Деворта. Амброз приезжает в Данвич, округ Аркхем, штат Массачусетс, получив в наследство дом от прадеда Элайджи Биллингтона. Имение находится в роще вязов, рядом стоит древняя башня, где в библиотеке хранятся оккультные книги. Местные жители являются потомками Уэйтли и Бишопов, но род Биллингтон славится дурной репутацией. Внешне Амброз был точной копией Элайджи. В дневнике деда Лебена Биллингтона описаны ритуалы в кругах из камней и «вой с холмов», когда в доме жил индеец Квамис из племени Наррагансетт. Позже Лебен с Элайджей уехали в Англию, а Квамис «удалился». Амброз находит трактат «О дьявольских заклинаниях, сотворённых в Новой Англии демонами в нечеловеческом обличье»: в нем гвориться, что Ричард Биллингтон молился Дьяволу, Дагону и Безымянному. Индеец Мисквамакус обучил колдовству Ричарда и он призвал демона Оссадаговая, который убивал людей в округе. Местные индейцы-вампаноаги смогли заключили демона в Кольцо Дагона с помощью «Старшего Знака», что изображен на камне с защитной печатью в башне. В библиотеке Мискатоникского университета были письма Уорда Филлипса и Джона Дравена, которые обвиняли Элайджу в колдовстве. Джона Дравена убили после отправленного им письма Уорду:
 я замечаю, и это в высшей степени странно, что воспоминания о событиях, свидетелями которых мы были сегодня днем, становятся всё слабее. Я не могу найти этому объяснения, но могу добавить, что вынужден теперь думать больше о нашем бывшем хозяине дома, грозном Биллингтоне, словно, я должен идти к нему. Это неудивительно, ибо он весьма жесток, чтобы колдовским способом добавить нечто в еду, которую мы ели, дабы ослабить нашу память. Не считай меня больным, просто я всецело погружен в воспоминания об увиденном нами в каменном кольце посреди леса, и с каждым уходящим мгновением мне кажется, что эти воспоминания всё более тускнеют…
Деворт сдвигает в башне каменный блок, преграждавший ему путь и тем самым разрушает защитный знак. После этого он часто просыпается ночью и чувствует, что за ним кто-то наблюдает. Деворт посещает миссис Бишоп, затем он едет к миссис Джайлс, которая сжимает в руках защитный амулет. Джайлс опасается Биллингтонов, поскольку им известно про нечестивые ритуалы, которые проводил Элайджа.
Элайджа познал пути Старших богов. Вы должны оставить в покое камень и запечатать Дверь, чтобы те, Извне, не вернулись... Никто не мог вызвать Его. И Он не смог заставить Элайджа открыть врата, когда бродил среди холмов с визгом и чертовой музыкой. Элайджа отозвал Его и Он ушел, и теперь выжидает сто лет, чтобы вернуться. 
Элайджа отставил записки с инструкциями ничего не менять в доме, не трогать камни, окна, не читать молитвы «Тому, Кто затаился у порога». Джонатан Бишоп писал Элайдже про Вендиго, Итаква, Лоэгар, знак киш и существ «Извне». Амброз начал страдать сомнамбулизмом, ему мерещатся птицы с изуродованным человеческим лицом (гарпии) и чудовище с щупальцами. Во сне взбирается на башню в одежде жреца, взывая к чудовищу, похожему на спрута, которое требует человеческих жертв. Утром по радио сообщают об убийствах.

### Часть 2. Рукопись Стивена Бейтса
Повествование происходит от лица Стивена Бейтса. Амброз просит помощи кузена Бейтса, но встречает его весьма враждебно. Бейтс видит, что ночью Амброз ходит во сне и твердит: 
Дабы вызвать Йог-Сотота, подожди, пока Солнце будет в пятом доме, а Сатурн — в третьем, а затем сотвори пентаграмму из огня, трижды сказав девятый стих. Стих этот повторяй на Белтейн и День Всех Святых, и тогда это создание будет ждать во Внешнем Пространстве за вратами, у которых Йог-Сотот состоит стражем. Ему известно, куда девались Древние в ушедшей вечности; Ему известно, через что они прорвутся и явятся снова. Прошлое, настоящее, будущее — всё едино в нём. Ах, ах! — запах! Запах! Йа! Йа! Ньярлатотеп! То не мертво, что вечность охраняет, смерть вместе с вечностью порою умирает. В своём доме в Р'лайх — он лежит не мёртвый, но во сне…
Стивен изучает запретные книги в доме, где происходят жуткие вещи. Проходя у башни вместе с Амброзом, тот случайно обмолвился: «Вот мы и у Мисквамакуса», будто, некто завладел его сознанием. Зимой Деворт совершает сомнамбулическую вылазку ночью. Стивен идет по следам на снегу, что приводят к башне. Вокруг видны следы гиганта неземного происхождения. Стивен увозит Амброза в свой дом в Бостоне, где его состояние улучшается. Весной они возвращаются в Данвич. Миссис Бишоп рассказывает, что Элайджа призвал существ «Извне», которые похищают души людей, а потом их тела находят будто сброшенными с высоты. Ричард (Хозяин) тоже общался «Внешними» и скоро он вернется. Ночью Стивен проследил за Денвортом и стал свидетелем ужасной картины:
Денворта окружают вытягивающиеся наросты, не имевшие ни начала, ни конца, постоянно меняющиеся, они были явно живые. Каждый нарост одновременно походил на змею, крысу и огромное аморфное чудовище из тех доисторических времён, когда твари ещё не покинули первоначальные топи. Вокруг Амброза были иные существа, не поддающиеся описанию. На крыше, по обе стороны располагаются два жабоподобных создания, они непрестанно изменяли свой облик, и жутко завывают, как лягушачий хор, поднявшийся до высот какофонии. В воздухе парят змееподобные создания с уродливыми мордами, большими когями на лапах и огромными чёрными крыльями.
Амброз говорит не своим голосом и идет в сопровождении Оссадаговай, который называет его Хозяином. Наутро Амброз заявил, что скоро в дом вернется Квамис.

### Часть 3. Рассказ Уинфилда Филлипса
Повествование происходит от лица Уинфилда Филлипса. Бейтс идет к доктору Сенеке Лафаму и Уинфилду Филлипсу в Мискатоникский университет. Лафама заинтересовала история Бейтса, но он советует ему уехать в Бостон. Лафам вместе с Уинфилдом изучают обширные знания о древних культах и Древних богах. Они заключают, что Амброз одержим духом Ричарда Биллингтона, а индеец Квамис — это тот самый Мисквамакус, помогавший Ричарду, спустя же сто лет — Элайджа. Стивен Бейтс исчезает, оставив Лафаму записку:
Он послал Его по моему следу. Первый раз сумел улизнуть. Знаю, Он найдет меня. Вначале — солнце и звезды. Затем — жуткий запах. Побежал, увидел неестественный свет. Выбрался на дорогу. Он мчится за мной, как ветер в деревьях. Солнце взрывается, и Существо материализуется ИЗ СОЕДИНЯЮЩИХСЯ ДРУГ С ДРУГОМ КУСКОВ! 
Лафам и Уинфилд берут браслеты с знаком Старших богов и пистолет с серебряными пулями, и идут в дом Биллингтонов. При рукопожатии Амброз одергивает руку и Лафам убеждается, что от попал под влияние своего предка. Они уходят, но возвращаются ночью, когда Амброз и Квамис исполняют ритуал Йог-Сотота и Оссадаговай. Лафам стреляет из в них пистолета и убивает Амброза, а Квамис рассыпается в прах. Лафам и Филлипс разрушают башню, круг камней, окно в кабинете, а книги забирают в библиотеку университета. Так им удается спасти мир от существ из Иных миров.

## Персонажи
Амброз Деворт (англ. Ambrose Dewart) — мужчина средних лет, c приятным характером, который был одержим духом предка.
Стивен Бейтс (англ. Stephen Bates) — двоюродный брат Амброза Деворта, поддерживавший Амброза, когда того одолевали страхи, вызванные пребыванием в имении.
Элайджа Биллингтон (англ. Alijah Billington) — прадедушка Амброза Деворта, живший за век до появления Амброза в имении. Как и его предок Ричард, Элайджа занимался магией.
Квамис (англ. Quamis) — индеец-вампаноаг, служивший Элайдже Биллингтону, а затем — Амброзу Деворту. Был перевоплощением Мисквамакуса. Ему более 200 лет.
Сенека Лафам (англ. Seneca Lapham) — доктор истории, работающий в Мискатоникском университете в Аркхеме.
Уинфилд Филлипс (англ. Winfield Phillips) — помощник Сенеки Лафама.

### Второстепенные персонажи
- Ричард Биллингтон (англ. Richard Billington) — «Хозяин», предок Амброза Деворта, живший за два века до появления Амброза в имении. Занимался вызовом демонов.
- Лебен Биллингтон (англ. Laban Billington) — сын Элайджи, дед Амброза. Лебен жил в имении до 11-летнего возраста и вёл свой дневник.
- Мисквамакус (англ. Misquamacus) — индейский колдун, учитель Ричарда Биллингтона. Заключил в заточение демона в кругу из камней.
- Уорд Филлипс (англ. Ward Phillips) — аркхемский священник, подозревавший Элайджу в нечистых деяниях. Предок Уинфилда Филлипса.
- Джон Дравен (англ. John Druven) — газетный обозреватель из Аркхема, пытался изобличить Элайджи, после чего исчез, а спустя полгода был найден мёртвым.
- Миссис Бишоп (англ. Miss Bishop) — жительница Данвича, внучка Джонатана Бишопа, занимавшегося чёрной магией.
- Джонатан Бишоп (англ. Jonathan Bishop) — колдун, друг Элайджи. Как и Дравен, исчез при загадочных обстоятельствах и вскоре был найден мёртвым.
- Миссис Джайлс (англ. Miss Giles) — жительница Данвича, обладала защитным амулетом, распространенным в германском Шварцвальде, Венгрии, Балканах.
- Лютер, Сет, Джайлс (англ. Luter, Set, Giles) — старики, полные суеверий.
- Вилбур Коури, Джедедия Тиндал, мистер Осборн, Старая Фрай (англ. Wilbur Corey, Jedediah Tindal, mr. Osborn, Old Fry) — жители Данвича, которые пропали без вести.
- Армитаж Харпер (англ. Armitage Harper) — доктор в Данвиче, знаток оккультных знаний, джентльмен 70 лет.

### Древние боги
Август Дерлет несколько меняет описание Древних богов Лавкрафта. Он добавляет сражение «Великих Древних» (англ. Great Old Ones) против «Старших богов» (англ. Elder Gods) и соотносит Древних богов с созвездиями в космосе и силами стихий, — чего нет у Лавкрафта. Дерлет добавляет собственных божеств — Оссадогвай, Ктуга, Ллойгор, Жар, Итаква. 
- Оссадаговай (англ. Ossadagowah) — злой дух, демон, потомок Садогвы, а также Тсатхоггуа. Создан Августом Дерлетом. Неведомая тварь, оно не было ни зверем, ни человеком, а напоминало чудовищную летучую мышь с человеческим лицом. Оно не издавало звуков, но смотрело на всех и каждого, как исчадие ада. Некоторые клялись, что оно до ужаса похоже лицом на давным-давно умершего Ричарда Беллинхэма.
- Йог-Сотот (англ. Yog-Sothoth) — он же Умрат-Тавил, одно из верховных божеств «Мифов Ктулху». Ричард, Элайджа и Амброз взывали к нему. Именно он подразумевается в названии повести.
- Тсатхоггуа (англ. Tsathoggua) — божество, которое придумал Кларк Эштон Смит, хотя, первое его появление происходит в повести «Шепчущий во тьме» Лавкрафта.
- Ньярлатотеп (англ. Nyarlathotep) — посланник богов, воплощение хаоса, был вызван Амброзом во время сомнамбулических ночных выходов.
- Ктулху (англ. Cthulhu) — одно из верховных божеств «Мифов Ктулху».
- Шуб-Ниггурат (англ. Shub-Niggurath) — божество, которому служат ведьмы.
- Азатот (англ. Azathoth) — самое могущественное божество, слепой бог хаоса, обитающий в бездне.
- Йиг (англ. Yig) — отвратительный бог-змей.
- Хастур (англ. Hastur) — «Тот, Кого Нельзя Называть», божество с темной звезды, что рядом с Альдебараном в скоплении Гиад, которое появляется в творчестве Амброза Бирса.
- Безымянный (англ. Namely) — божество без имени. Возможно, это сущность из Каркозы, возле озера Хали, что упоминается в повести «Шепчущий во тьме» Лавкрафта.
- Ран-Тегот (англ. Rhan-Tegoth) — божество с планеты Юггот.
- Чаугнар Фаугн (англ. Chaugnar Faugn) — божество, которое появляется в рассказе «Ужас с холмов» (1931) Фрэнка Белнапа Лонга.
- Ктуга (англ. Cthugha) — божество из Фомальгаута, которое стремится вторгнуться на Землю и захватить свои прежние владения.
- Уббо-Сатла (англ. Ubbo-Sathla) — божество из Бетелъгейзе, которое появляется в творчестве Кларка Эштона Смита.
- Жар и Ллойгор (англ. Zhar and Lloigor) — божество Августа Дерлета.
- Итаква (англ. Ithaqua) — божество Августа Дерлета.

## Вдохновение
Август Дерлет основывается на рассказе «Ужас Данвича» и значительно расширяет его связь с произведениями Лавкрафта о космосе. Название романа похоже на рассказ «Затаившийся Страх», но обозначает существ «Извне». Дерлет пытается строго наследовать стиль Лавкрафта — использует длинные предложения и красочные описания обстановки, применяя технику «неописуемого ужаса»: порой автор отказывается описывать события ввиду предполагаемой невозможности их словесной передачи. Например, слова Уинфилда Филлипса: «События того вечера я могу описать только весьма приблизительно». Образ «героя, вооружённого знаниями» — доктора Лафама, похож на Эрмитеджа из рассказа «Ужас Данвича» и Виллетта из романа «Случай Чарльза Декстера Варда». В романе использован довольно редкий приём «повествования от разных первых лиц» — в разных частях местоимение «я» связывается разными персонажами. Дерлет вносит большую динамичность, не свойственную Лавкрафту, а роман приобретает черты детектива, в котором события стремительно развиваются, заставляя читателя думать над разгадкой. Дерлет часто повторяет слова из других произведений Лавкрафта.
В повести упоминается Каркоза из творчества Амброза Бирса, Зоитка из творчества Кларка Эштона Смита, Вормисы из творчества Роберта Говарда, Псы Тиндала из творчества Фрэнка Белнэпа Лонга. Книга графа Д’Эрлет, — является отсылкой Дерлета к собственной фамилии, которую ранее применил Лавкрафт. Так же Уорд Филлипс — псевдоним Лавкрафта, коим он подписывал свои произведения. Примечательно, что предок Филлипса носит имя дедушки Лавкрафта — Уинфилд. Люди по фамилии Бишоп, Кори, Джайлс, Филлипс, Фрай, Осборн, — были осуждены за колдовство во время процесса над салемскими ведьмами. Лавкрафт часто использовал фамилии популярные в Салеме. Бишоп может отсылать к писательнице Зелии Бишоп, написавшей несколько рассказов в соавторстве с Лавкрафтом. Отдельно упоминается Чарльз Форт, чьи книги «Книга проклятых» и «Новые земли» описывают похищение людей инопланетянами. Название романа написано на доске позади школьного учителя Джейка Амберсона в первом эпизоде экранизации романа «11/22/63» Стивена Кинга.
Дерлет написал роман в жанре «Лавкрафтовских ужасов» и повторяет характерные признаки «Мифов Ктулху»: знак Старших богов, запретные книги, реликвии забытых времен, барельефы, пятиконечные камни, языки Акло и Наакаль; вымышленные существа: шогготы, Йит, Ми-го, чернокрылые, глубоководные; «Иные миры»: Р'льех, Й'хантлеи, Юггот, Яддит, озеро Хали, Атлантида. Дерлет добавляет планету Глю-Во (англ. Glyu-Vho) в созвездии Бетельгейзе.
Дерлет упоминает локации Страны снов: Ленг, Ломар, Мнар, Иб, Н'кай, Йот, К'нян, Ирем, город в пустыне, Долина Пнакт, Ултар, Н'гай, Н'гранек, Оот-Наргай, Сарнат, Тгок, Инкаунок. Вымышленные существа: ночные призраки, шантаки, дхолы, гуги, гасты, гнопх-кехи. Дерлет добавляет к ним Чо-Чо и пишет, что ломарцы обитают под ковшом Большой медведицы; а также упоминает пауков Атлах-Нах (англ. Atlach-Nacha) Кларка Эштона Смита.
В остальном Дерлет описывает в свойственной ему манере темы нечистой силы: шабаш, продажа души, одержимость, управление временем, невидимые существа меняющие размер тела, полузвери и прочие. Дерлет упоминает существ из мифологии: дриад, гарпий, гномов, эльфов, нимф, великанов, титанов, вендиго; а также древне цивилизации: Мин и Шиму из Китая, идолов острова Пасхи, ритуалы ариев, Кетцалькоатля.

## Вопрос об авторстве Лавкрафта
По словам Дерлета, он «сконструировал и написал "Затаившегося у порога", который нигде не был запланирован или изложен где-либо у Лавкрафта». В другом месте он назвал свою повесть как «явно худшее произведение, поскольку её 9/10 написано по черновикам и записям Лавкрафта». В таком случае указание на Лавкрафта, как на соавтора произведения ошибочно, и многие критики впоследствии обвиняли Дерлета в том, что он упомянул своего «учителя» для большей популярности своего произведения.
Дерлет сообщил об использовании двух фрагментов Лавкрафта при написании повести. По словам С. Т. Джоши, исследователя творчества Лавкрафта, из 50 000 слов романа 1200 были написаны Лавкрафтом. Джоши пишет, что, хотя, Дерлет включил в повесть текст из двух фрагментов Лавкрафта, «О дьявольских заклинаниях, сотворённых в Новой Англии демонами в нечеловеческом обличье» и «Круглой башне», он также использовал безымянный фрагмент, обычно называемый «Окно розы», как обрамление внутри своего повествования. Дерлет процитировал только фрагменты «Башня» и «Окно» в своем отчете о написании «Таящегося у порога», хотя, он гораздо шире использовал темы «Злых колдунов», изменив дату описанных событий с 1684 на 1788 год.

## Критика
Эверетт Франклин Блейлер оценил повесть как «лучшее из хитростей Лавкрафта у Дерлета», но посчитал, что «окружение Новой Англии неубедительно, а манера Лавкрафта не улавливается удачно». Бэрд Сирлз положительно отзывался о повести: «хотя, Дерлет делает современные ссылки, которых избегал Лавкрафт, но атмосфера повести все еще удивительно зловещая». С. Т. Джоши писал, что повесть «начинается хорошо, но быстро превращается в наивную борьбу добра и зла между Древними богами и Старшими Богами».

## Публикация
Повесть был первоначально опубликована в 1945 году издательством «Arkham House» в твердом переплете тиражом 3041 экз., который указан как второй (и последний) том в «Библиотеке изданий «Arkham House» о фэнтези и ужасе». Британская книга в твердом переплете последовала за издательством «Museum Press» в 1948 году. Первая британская книга в мягкой обложке была выпущена в 1970 году, а американская книга в мягкой обложке была издана «Beagle Books» в 1971 году. С тех пор повесть регулярно переиздавался «Ballantine Books», затем «Carroll & Graf.» Французский перевод «Le rôdeur devant le seuil» появился в 1973 году.

## «Страна Лавкрафта»
Некоторые критики отделяют окружение Новой Англии Лавкрафта и рассказов Дерлета, называя его «Страна Дерлета». В этой повести Дерлет дополняет окружение Данвича:
С Ривер-стрит, пересекающей от края до края Архам-сити, виден Эйлсбери-пик, и путник, прогуливающийся в западных кварталах старинного, пестрого от черепичных крыш городка, с удивлением замечает в окрестностях Данвичской пустоши, за покосившимися хибарками городской бедноты молодую рощу вязов, мертвые ветви которых, казалось, тысячелетия назад перестала наполнять жизнь.

Почтовое отделение Данвича, двускатные крыши и глухие ставни которого, казалось, смотрели на проезжающих заискивающим, злобно-хитроватым взглядом, как старые товарищи, посвященные в общую жуткую тайну.

## Запретные книги
- «Некрономикон» Абдул Альхазреда или Олауса Вормиуса,
- “Сокровенные культы” фон Юнца,
- “Cultes des Ghoules” графа д'Эрлетта,
- “Таинства червя” Людвига Принна,
- “Пнакотические манускрипты”,
- “Песнопения Дхол"
- “Семь сокровенных книг Хсана”
- “Книга Дзян”,
- “Ars magna” и “Ultima” Луллия,
- “Clavis Alchimiae” Фладда,
- “Liber Ivonis” Альберта Магнуса,
- “Ключ к познанию” Артефо,
- “Собрания трудов” Парацельса и Гермеса Трисмегиста,
- “Необъяснимые происшествия, имевшие место в новоанглийской Ханаанее” Варда Филипса,
- “Небесные фрагменты”,
- “Исследование мифологических моделей поздних первобытных племен” Шрюсбери,
- “Тексты Р'льех”.

## Связь с другими произведениями
Фраза «То не мертво, что вечность охраняет, смерть вместе с вечностью порою умирает» встречается в других рассказах, таких как «Зов Ктулху», «Безымянный город».